# Шаньдунский полуостров
Шаньду́нский полуостров (кит. трад. 山東半島, упр. 山东半岛, пиньинь Shāndōng Bàndǎo, палл. Шаньдун Бандао) — полуостров в восточной части Китая (провинция Шаньдун), выступает в Бохайский залив и Жёлтое море (в последнее — на 350 км) в северо-восточном направлении к Корейскому полуострову. Фактически является островом с момента объединения южных и северных речных путей полуострова в единую систему Цзяолайхэ в 1282 году. Площадь — 35 000 км².

## География
Рельеф полуострова, сложенного древними гранитами, метаморфическими породами и частично образованного тонкими залежами Голоцена (с момента образования залежей прошло около 11 700 лет), холмистый, высота над уровнем моря составляет около 180 метров, однако высота наивысшей точки полуострова — горы Лаошань — составляет 1132 метра.

## Экономика
На побережье промышляют горбыля, рыбу-саблю, сельдь и креветок, пляжи приливного моря, заливаемые морскими водами, служат местом размножения моллюсков. На небольших равнинах произрастают хлебные злаки, на возвышенностях (в южной части полуострова) — яблоки, виноград, груша, чай. Полуостров богат залежами железняка, магнезита и золота.
На скалистых изрезанных берегах расположено несколько лучших портов Китая. В юго-восточной части полуострова расположен главный порт и промышленный центр (производство электроники, лекарственных препаратов, нефтепереработка, машиностроение) Циндао. Предприятия Яньтая, расположенного на северо-востоке полуострова, специализируются в различных отраслях промышленности, в том числе в текстильном производстве, пищевой индустрии, машиностроении, изготовлении и выпуске строительной техники и электроники.